# Jacobo Vredeman
Jacobo Vredeman de Vries (Amberes, c. 1563 - Leuvarda, septiembre de 1621) fue un maestro de capilla en Leuvarda y un compositor, originario de los Países Bajos españoles.

## Vida
Al parecer Jacob Vredeman era hijo del famoso arquitecto Jan Vredeman, nacido en Leuvarda en 1527. Se había establecido temporalmente en el sur de los Países Bajos, donde nació su hijo en 1558 o 1559, probablemente en Amberes. Era hermano de Paul y Salomon, ambos pintores de arquitectura.
Finalizado su aprendizaje en Malinas, Jacobo regresó al norte; en 1588 se instaló en Leuvarda (Frisia) como profesor de música. En 1589 obtuvo la ciudadanía en Leuvarda y en 1608 el magistrado de la ciudad lo nombró maestro de capilla de la iglesia de los dominicos y además le concedió el monopolio como profesor de música en la escuela latinidad; este privilegio le fue retirado dos años más tarde. Las lecciones que Vredeman había dado allí le llevaron a escribir un estudio musical, en cuyo prefacio se dirige a los miembros del Collegium musicorum. De esta sociedad musical, que estaba formada principalmente por aficionados, escribe que la había entretenido durante muchos años. Sin duda fue para la misma compañía que compuso su Musica miscella (una colección de madrigales, canzonetas y villanellas). Las letras de varias de sus canciones están en frisón. Cinco canciones de Vredeman aparecieron en el Livre septième des chansons vulgaires de diverses autheurs [Séptimo Libro de Canciones Vulgares de Varios Autores] de 1608. También le debemos la notación de las melodías de las canciones de una colección de Starter.
La influencia de la música a capela del siglo anterior está igualmente presente en el Isagoge.
En 1624, su viuda, Maycke Gerrits, endeudada, se vio obligada a abandonar la casa que ella y su marido habían comprado por 500 florines de oro en 1592. Terminó sus días como ayudante de cocina en el hospicio San Antonio de Leuvarda, donde falleció en 1627.

## Obra
Se conocen dos obras de Vredeman.
La colección Musica miscella o mescolanze di madrigali, canzoni, e villanelli in lingua Frisica a quatro & cinque voci [Musica miscelánea o mezcla de madrigales, canciones y villanellas en lengua frisona a cuatro y cinco voces] fue publicada en Franeker, en 1602, por Gillis van den Rade, que había sido uno de los principales editores calvinistas de Amberes antes de convertirse en impresor estatal en Frisia. Las villanellas fisonas, que representan la vida rural de forma socarrona, parecen demostrar que en aquella época la lengua frisona aún no se consideraba digna de temas más serios. No fue hasta el poeta Gysbert Japicx que la lengua frisona se convirtió en una lengua digna de la poesía amorosa seria, canciones políticas y salmos en rima.
Su estudio musicológico Isagoge Musicæ, publicado en 1618, es una teoría musical basada esencialmente en el sistema medieval de muanza y solmización de Guido de Arezzo. Además, el autor analiza las diferentes claves y notaciones. Una característica del modo de la Iglesia completa el cuadro. A pesar de lo que sugiere su título, la obra está escrita en holandés.
Además, tomó nota de las melodías de canciones de una colección, publicada en 1621, del poeta Jan Janszoon Starter: el Friesche Lust-hof [Jardín del Placer de Frisia].